# Arnold Meri
Pour les articles homonymes, voir Meri.
Arnold Meri, né le 1er juillet 1919 à Tallinn et mort le 27 mars 2009 dans cette même ville, est un militaire soviétique.
Vétéran de l'Armée rouge, il a été accusé de génocide en 2007 pour son rôle dans la déportation des Estoniens dans les régions inhospitalières de l'Union des républiques socialistes soviétiques (URSS), l'opération Priboï.
Il était le cousin de l'ancien président de l'Estonie, Lennart Meri.
Il a reçu le titre de Héros de l'Union soviétique, ainsi qu'un certain nombre d'autres décorations soviétiques.